# The Killing Kind
The Killing Kind è l'ottavo album in studio del gruppo musicale thrash metal statunitense Overkill, pubblicato nel 1995 dalla CMC International.

## Curiosità
È il primo disco che vede in formazione i due chitarristi Joe Comeau e Sebastian Marino

## Tracce
1. Battle – 4:31
2. God-Like – 4:11
3. Certifiable – 3:25
4. Burn You Down/To Ashes – 6:47
5. Let Me Shut That for You – 5:19
6. Bold Face Pagan Stomp – 5:42
7. Feeding Frenzy – 4:13
8. The Cleansing – 5:50
9. The Mourning After/Private Bleeding – 4:36
10. Cold, Hard Fact – 5:19

## Formazione
- Bobby Ellsworth – voce
- Joe Comeau – chitarra, voce
- Sebastian Marino – chitarra
- D.D. Verni – basso
- Tim Mallare – batteria